# Rallye Korsika 2011
Die Tour de Corse 2011 war die 54. Austragung der Tour de Corse und der dritte Lauf der Intercontinental Rally Challenge 2011. Die Rallye fand vom 12. bis 14. Mai 2011 auf der französischen Insel Korsika statt.

## Hintergrund
Die Rallye war eine Rundfahrt über einen großen Teil Korsikas und führte über asphaltierte Straßen. Die Rallye begann in Calvi im Nordwesten der Insel, führte über Corte und endete in Ajaccio. Auf dem Programm standen 14 Wertungsprüfungen, davon zwei am ersten Tag und jeweils sechs am zweiten und dritten Tag. Eine Wertungsprüfungen wurde jedoch abgebrochen. Anstatt wie vorgesehen 320,84 Kilometer wurden daher nur 297,6 Kilometer gewertet. Die Gesamtdistanz inklusive Verbindungsetappen betrug 1161,95 Kilometer.
Der Führende der Meisterschaft, Juho Hänninen, trat nicht zur Rallye an. Der Subaru Impreza R4 hatte seinen ersten Einsatz bei einer IRC-Rallye und wurde von Toshihiro Arai pilotiert. 48 Fahrzeuge gingen an den Start.

## Verlauf
Die beiden Wertungsprüfungen am ersten Tag entschied Thierry Neuville im Kronos-Peugeot für sich. Er lag am Tagesende mit 8,9 Sekunden Vorsprung vor Škoda-Werksfahrer Jan Kopecký in Führung.
Auf WP3 büßte Neuville nach einem Dreher einen großen Teil seines Vorsprungs ein, der anschließend nur noch 1,4 Sekunden auf den neuen Zweitplatzierten, Bryan Bouffier, betrug. In WP4 erzielte Bouffier die Bestzeit und übernahm die Führung. Guy Wilks, der zuvor auf Platz drei lag, war nach einem Unfall auf dieser Prüfung zur Aufgabe gezwungen. Auf WP5 hatte Bouffier einen Reifenschaden und er verlor über eine Minute, wodurch er in der Gesamtwertung auf den sechsten Platz zurückfiel. Somit erhielt Neuville die Führung zurück. Die sechste Wertungsprüfung war von einem schweren Unfall von Ari Vatanen und seinem Sohn Max im Vorausfahrzeug, einem Peugeot 207 RC, überschattet. Die Prüfung wurde daher abgebrochen. Am Nachmittag brachte Neuville das Geschehen wieder unter seine Kontrolle und erzielte die Bestzeiten auf WP7 und WP8. Am Tagesende betrug sein Vorsprung auf Kopecký bereits 23,4 Sekunden. Freddy Loix und Andreas Mikkelsen hatten selbst nur wenige Sekunden Rückstand auf Kopecký und es entwickelte sich ein enger Kampf um die Plätze auf dem Podium.
Kopecký legte auf WP9, der ersten Prüfung am dritten Tag, ein hohes Tempo vor und reduzierte seinen Rückstand auf 14,5 Sekunden. In den folgenden drei Prüfungen ließ Neuville seinen Verfolger nicht mehr näher herankommen und erzielte wieder drei Bestzeiten. Ein Reifenschaden auf WP12 kostete Mikkelsen über drei Minuten. Somit verlor er seine Chancen auf den dritten Platz und er fiel auf den achten Platz in der Gesamtwertung zurück. Hinter Loix auf Platz vier lag inzwischen der überraschend starke Lokalmatador Pierre Campana, der sich einen engen Zweikampf mit Bouffier lieferte. Auf den letzten beiden Prüfungen ließ Neuville es wieder etwas langsamer angehen und verwaltete seinen Vorsprung. Kopecký kam jedoch nicht mehr entscheidend heran. Auf der abschließenden WP14 hatte Bouffier einen schweren Abflug ins Gebüsch, infolgedessen der Wettkampf für ihn beendet war. Campana verlor wegen eines Reifenschadens über zweieinhalb Minuten, seinen vierten Platz konnte er jedoch dank des großen Vorsprungs auf seine Verfolger verteidigen.
Die Rallye gewann Neuville mit 15,5 Sekunden Vorsprung vor Kopecký auf Platz zwei und 1:02,6 Minuten vor Loix auf Platz drei. Der junge Belgier konnte damit seinen ersten Sieg in der IRC feiern und wurde mit 22 Jahren zum bisher jüngsten Sieger einer IRC-Rallye. Die 2WD-Wertung gewann Pierre-Antoine Guglielmi, bei den Produktionswagen siegte Florian Gonon. Insgesamt 31 Fahrzeuge erreichten das Ziel. Die Meisterschaft führte nun Loix mit fünf Punkten Vorsprung vor Neuville und Kopecký an.

## Ergebnisse

### Gesamtwertung
| Pos. | Fahrer               | Beifahrer              | Fahrzeug          | Gesamtzeit | Rückstand | Punkte |
| ---- | -------------------- | ---------------------- | ----------------- | ---------- | --------- | ------ |
| 1    | Thierry Neuville     | Nicolas Gilsoul        | Peugeot 207 S2000 | 3:20:51,0  |           | 25     |
| 2    | Jan Kopecký          | Petr Starý             | Škoda Fabia S2000 | 3:21:06,5  | 15,5      | 18     |
| 3    | Freddy Loix          | Frédéric Miclotte      | Škoda Fabia S2000 | 3:21:53,6  | 1:02,6    | 15     |
| 4    | Pierre Campana       | Sabrina De Castelli    | Peugeot 207 S2000 | 3:24:50,1  | 3:59,1    | 12     |
| 5    | Bruno Magalhães      | Paulo Grave            | Peugeot 207 S2000 | 3:25:19,2  | 4:28,2    | 10     |
| 6    | Andreas Mikkelsen    | Ola Fløene             | Škoda Fabia S2000 | 3:25:21,1  | 4:30,1    | 8      |
| 7    | Julien Maurin        | Olivier Ural           | Ford Fiesta S2000 | 3:25:24,3  | 4:33,3    | 6      |
| 8    | Toni Gardemeister    | Tapio Suominen         | Škoda Fabia S2000 | 3:27:24,3  | 6:33,3    | 4      |
| 9    | Patrik Sandell       | Staffan Parmander      | Škoda Fabia S2000 | 3:29:19,8  | 8:28,8    | 2      |
| 10   | Jean-Mathieu Leandri | Pierre-Marien Leonardi | Peugeot 207 S2000 | 3:30:32,5  | 9:41,5    | 1      |

### Wertungsprüfungen
| Tag             | WP   | Uhrzeit | Name                                | Länge    | Sieger                      | Zeit                        | Geschw.                     | Gesamtführender  |
| --------------- | ---- | ------- | ----------------------------------- | -------- | --------------------------- | --------------------------- | --------------------------- | ---------------- |
| Tag 1 (12. Mai) | SS1  | 14:03   | Le Fangu – Notre Dame de la Serra 1 | 27,53 km | Thierry Neuville            | 16:10,3                     | 102,14 km/h                 | Thierry Neuville |
| Tag 1 (12. Mai) | SS2  | 16:56   | Le Fangu – Notre Dame de la Serra 2 | 27,53 km | Thierry Neuville            | 15:57,7                     | 103,49 km/h                 | Thierry Neuville |
| Tag 2 (13. Mai) | SS3  | 9:10    | Erbajolo – Pont d'Altiani 1         | 25,15 km | Guy Wilks                   | 15:10,1                     | 99,48 km/h                  | Thierry Neuville |
| Tag 2 (13. Mai) | SS4  | 10:58   | Barchetta – La Porta 1              | 23,24 km | Bryan Bouffier              | 15:32,8                     | 89,69 km/h                  | Bryan Bouffier   |
| Tag 2 (13. Mai) | SS5  | 12:06   | Taverna – Pont de Castirla 1        | 15,28 km | Thierry Neuville            | 9:09,8                      | 100,05 km/h                 | Thierry Neuville |
| Tag 2 (13. Mai) | SS6  | 15:09   | Barchetta – La Porta 2              | 23,24 km | Wertungsprüfung abgebrochen | Wertungsprüfung abgebrochen | Wertungsprüfung abgebrochen | Thierry Neuville |
| Tag 2 (13. Mai) | SS7  | 16:17   | Taverna – Pont de Castirla 2        | 15,28 km | Thierry Neuville            | 9:07,6                      | 100,45 km/h                 | Thierry Neuville |
| Tag 2 (13. Mai) | SS8  | 17:40   | Erbajolo – Pont d'Altiani 2         | 25,15 km | Thierry Neuville            | 15:06,6                     | 99,87 km/h                  | Thierry Neuville |
| Tag 3 (14. Mai) | SS9  | 9:10    | Sarrola – Plage du Liamone 1        | 26,70 km | Jan Kopecký                 | 17:29,4                     | 91,60 km/h                  | Thierry Neuville |
| Tag 3 (14. Mai) | SS10 | 10:43   | Marato – Acqua Doria 1              | 22,47 km | Thierry Neuville            | 13:15,6                     | 101,67 km/h                 | Thierry Neuville |
| Tag 3 (14. Mai) | SS11 | 13:47   | Bocognano – Bastelica 1             | 20,05 km | Thierry Neuville            | 13:24,7                     | 89,70 km/h                  | Thierry Neuville |
| Tag 3 (14. Mai) | SS12 | 15:10   | Marato – Acqua Doria 2              | 22,47 km | Thierry Neuville            | 13:13,3                     | 101,97 km/h                 | Thierry Neuville |
| Tag 3 (14. Mai) | SS13 | 18:48   | Bocognano – Bastelica 2             | 20,05 km | Jan Kopecký                 | 13:19,2                     | 90,32 km/h                  | Thierry Neuville |
| Tag 3 (14. Mai) | SS14 | 20:10   | Sarrola – Plage du Liamone 2        | 26,70 km | Andreas Mikkelsen           | 17:30,4                     | 91,51 km/h                  | Thierry Neuville |